# Капеллен, Теодор Фредерик ван
Теодор Фредерик ван Капеллен (нидерл. Theodorus Frederik van Capellen; 6 сентября 1762, Неймеген — 15 апреля 1824, Брюссель) — голландский адмирал, барон.

## Биография
Служил на флоте с 10-летнего возраста. В 1783 году произведён в капитаны.
В 1799 году, во время русско-английской экспедиции, командовал частью голландского флота, перешедшего на сторону англичан. Приговоренный заочно к смертной казни, Капеллен жил в Великобритании до ноября 1813 года, когда будущий голландский король Вильгельм I назначил его вице-адмиралом.
В 1816 году командовал нидерландским флотом, который вместе с английским обстреливал Алжир за оскорбление, нанесенное голландскому флагу.